# 建化铁路
建化铁路，建设时曾称浦梅铁路建宁至宁化段，北起赣瑞龙铁路建宁县北站南至兴泉铁路宁化站。于2021年9月30日与兴泉铁路兴国至宁化段同步建成通车，结束了宁化县不通铁路的历史。

## 概况
该线路原为十二五铁路规划项目浦城至梅州铁路，先期于2016年4月21日开工建设的建宁至冠豸山段的一部分。后由于规划调整，建宁向北至浦城和冠豸山往南延伸经上杭、武平、蕉岭至梅州段铁路被龙龙铁路所替代而取消建设。2021年4月国铁集团正式将此线命名为建化铁路。